# Cisticola bulliens
Cisticola bulliens là một loài chim trong họ Cisticolidae.